# Pfaffen-hágó

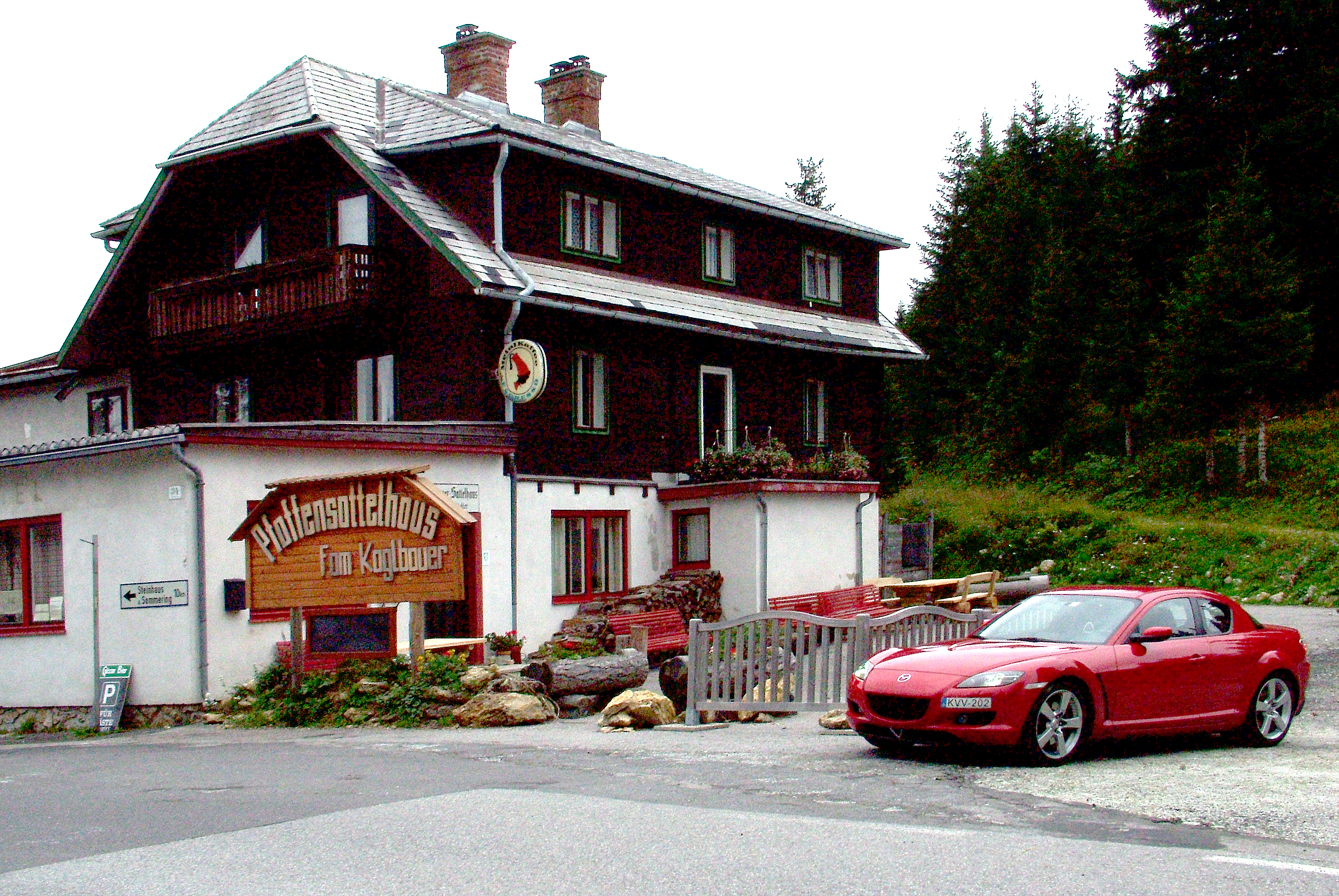
Pfaffen-hágó és térsége

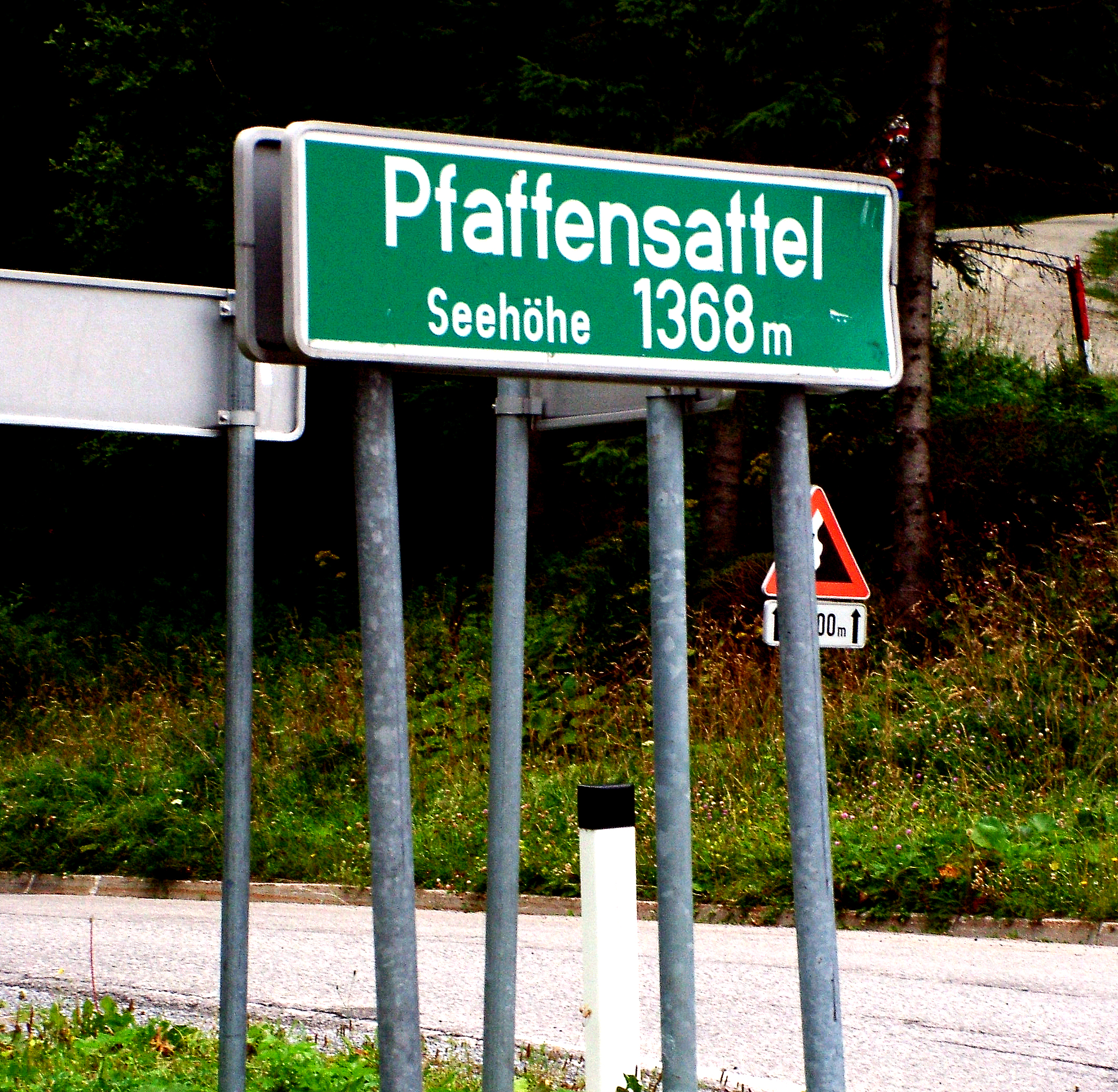
Pfaffen-hágó jelzőtábla

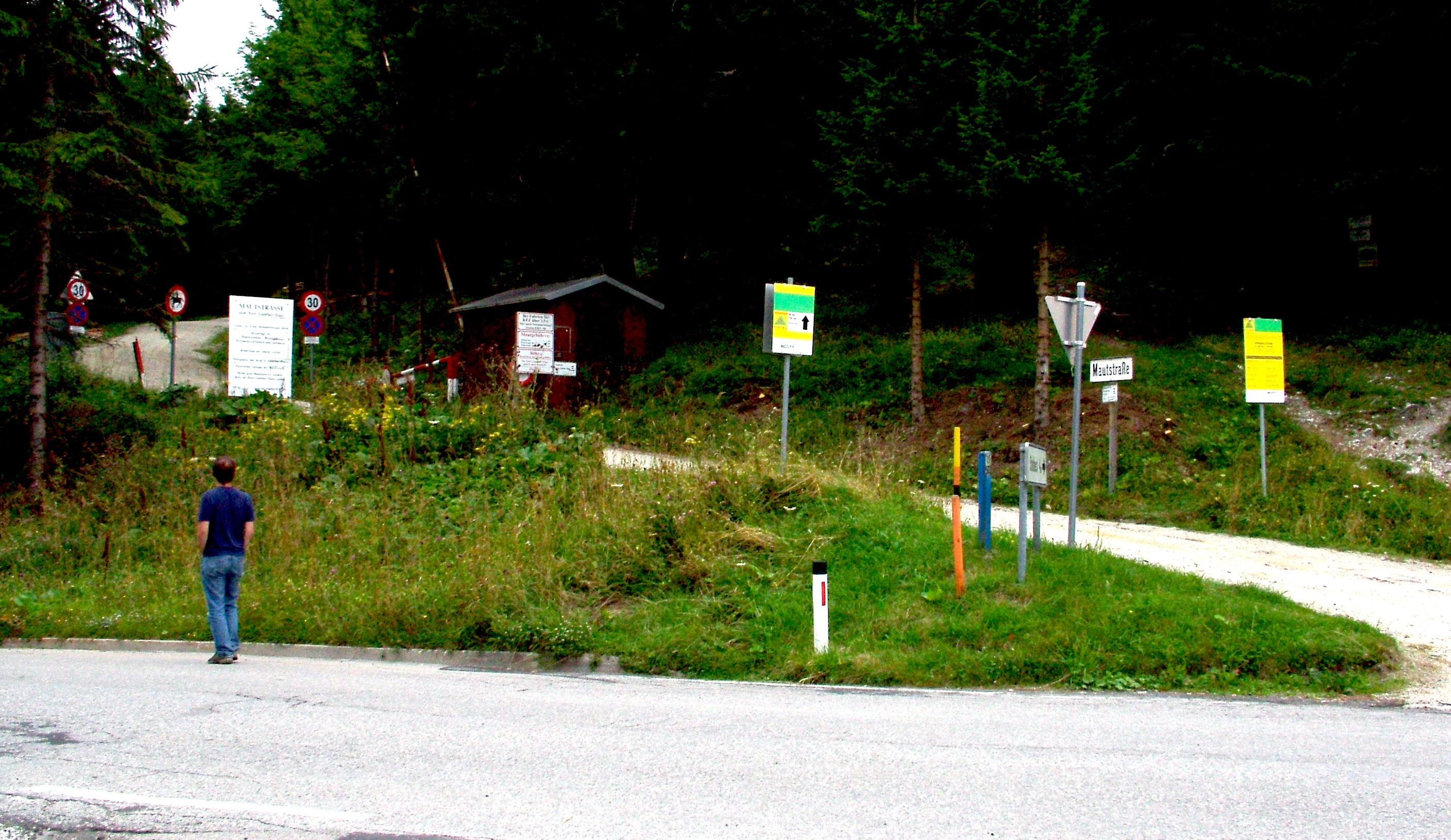
A Stuhleckre vivő út

A Pfaffen-hágó, vagy Pfaffen-nyereg (németül Pfaffensattel) az ausztriai Stájer-tartományban, Rettenegg és Steinhaus am Semmering települések közt 1372 m tengerszint feletti magasságban fekvő alpesi közúti hágó.

## A hágóról
A hágó (nyereg) elhelyezkedésénél fogva kedvelt gyalogostúra kiindulópontot képez a környező hegyekbe, mint a Stuhleck (1782 m), Kleiner Pfaff (1539 m), Großer Pfaff (1555 m), hegyek felé. A hágótól egy burkolatlan magánút vezet a Stuhleckre (útvámot kell fizetni), amelyik biztonságosan csak a nyári hónapokban használható. A Roseggerhaus a hágótól délre, mintegy három órás gyaloglással érhető el. (Javasolható, hogy a látogatók az emlékházhoz inkább az Alpl-hágótól induljanak.)

## Közúti kapcsolatok
A hágó az S-6-os autóútról a Spital am Semmering kiágazástól, a Semmering felé futó A-60-as úton, Steinhaus am Semmering településrésznél kiágazó úton fekszik, térképi jelzés szerint lakókocsikkal nem járható. A hágó előtt viszonylag gyengébb, az utána következő kacskaringós útszakaszon azonban erős emelkedésű. A hágóút Rettenegg településig tart, s Ratten-en át, Landaunál éri el a B 72- es utat. Az ütvonal erdős- és látványos dombvidéken halad. Bal oldalán terül el a közkedvelt „Bucklige Welt”  táji-természetvédelmi terület, egy változatos dombvidék, amely felé több útleágazás is vezet.

## A hágó története
A 18. század elején a Pfaffen-t - az Alpl-nyereghez hasonlóan - hadászati védelmi létesítménynek tekintették. Mint az Alpl-hágót (nyerget), ezt is „Kuruzenschanze" névvel illették, a magyarországi II. Rákóczi Ferenc vezette felkelés okozataként, mert a hágó mögötti Mürz-völgyet, illetve Felső-Stájerországot veszélyeztető harci cselekmények elleni védekezést szolgálta [1]. Habár a Mürz-völgyet veszélyeztető kuruc-támadások nem következtek be, a védművet továbbra is sokáig fenntartották.
A katonai védmű tulajdonképpen egy földvár (németül Erdwall) volt, földből feltöltött és árokkal körülvett sánccal védett létesítmény. E létesítménynek napjainkra a hágóút környékén semmi részlete sem maradt fenn.
A hágón vendégfogadó működik.